# SpaceOps
SpaceOps（スペースオプス）は、宇宙ミッションの運用および地上データシステムの全般にわたって継続的な技術交流を行うほか、宇宙運用の専門家の国際コミュニティを促進維持することを目的として設立された国際シンポジウムである。第1回シンポジウムは1990年に欧州宇宙機関 (ESA) の主催で開催され、1992年（第2回）からは国際的に門戸を開放して隔年開催されている。「SpaceOps」は「(International Conference on) Space Operations」（「宇宙運用に関する国際会議」の意）の略である。

## 組織
SpaceOpsは、執行委員会 (Executive Committee) と全体委員会 (Committee-at-Large) の2つの委員会を通して運営されている。執行委員会は、各機関から1名ずつ、執行委員会で話し合われる事項について当該機関の全権を委任された代表者らで構成される。全体委員会は参加国の宇宙機関、国際コンソーシアムおよび産業界の代表者らで構成される。両委員会は、隔年行われるSpaceOps会議の前回および次回の主催国を代表する会員が委員長となり、議事進行される。SpaceOpsのパートナー企業は、SpaceOpsの組織で活動するが、いずれの委員会の会員資格も有さない。
国際宇宙航行連盟 (IAF) はSpaceOpsの事務局として機能しており、SpaceOpsに係わる事務、財務、広報を担当している。

### 会員等
2020年1月現在、下記の13の宇宙機関が執行会員 (Executive Members) として名を連ねている。
- イタリア宇宙機関 (ASI)
- カナダ宇宙庁 (CSA)
- フランス国立宇宙研究センター (CNES)
- ドイツ航空宇宙センター (DLR)
- 欧州気象衛星開発機構 (EUMETSAT)
- 欧州宇宙機関 (ESA)
- ブラジル国立宇宙研究所 (INPE)
- 宇宙航空研究開発機構 (JAXA)
- 韓国航空宇宙研究院 (KARI)
- ムハンマド・ビン・ラシード宇宙センター（英語版） (MBRSC)
- アメリカ航空宇宙局 (NASA)
- アメリカ海洋大気庁 (NOAA)
- 南アフリカ国立宇宙機関 (SANSA)

下記の機関・企業は、SpaceOpsの全体委員会 (Committee-at-Large) に代表委員 (At-large Members) を置いている。
- ALTEC（英語版）社
- イタリア宇宙機関 (ASI)
- カナダ宇宙庁 (CSA)
- フランス国立宇宙研究センター (CNES)
- DLRドイツ宇宙運用センター（英語版） (GSOC)
- DLRガリレオ管制センター (GCC-D)
- 欧州気象衛星開発機構 (EUMETSAT)
- ESA欧州宇宙運用センター (ESOC)
- ジェネラル・ダイナミクスC4システムズ社
- / GMV（英語版）社
- ブラジル国立宇宙研究所 (INPE)
- 宇宙航空研究開発機構 (JAXA)
- ジョンズ・ホプキンス大学応用物理研究所
- 韓国航空宇宙研究院 (KARI)
- 大気宇宙物理学研究所（英語版） (LASP)
- ムハンマド・ビン・ラシード宇宙センター (MBRSC)
- マレーシア国立宇宙局 (MYSA)
- アメリカ航空宇宙局 (NASA)
  - NASA本部
  - NASAエイムズ研究センター
  - NASAゴダード宇宙飛行センター
  - NASAジェット推進研究所
  - NASAジョンソン宇宙センター
  - NASAマーシャル宇宙飛行センター
- アメリカ海洋大気庁 (NOAA)
- プラネット（英語版）社
- Qwaltec社
- ラザフォード・アップルトン・ラボラトリー
- 南アフリカ国立宇宙機関 (SANSA)
- ロシア科学アカデミー宇宙研究所
- スウェーデン宇宙公社 (SSC)
- // テレスパツィオ（英語版）社
- イギリス宇宙局

下記の組織も提携団体 (Associated Organizations) として参画している。
- アメリカ宇宙航行学会（英語版） (AAS)
- アメリカ航空宇宙学会 (AIAA)
- AIAA宇宙運用・支援技術委員会 (SOSTC)
- 宇宙世代諮問委員会（英語版） (SGAC)

その他、パートナー (Partners) として下記の企業が参画している。
- ARSAT（英語版）社
- / HEスペース社
- オービット・ロジック社
- / SCISYS（英語版）社
- スカパーJSAT社

## 会議
SpaceOpsは、世界中のさまざまな国が主催して、隔年会議を開催している。これらの国際シンポジウムでは、宇宙運用の原理、手法、クロスサポートおよびツール、管理ならびに技術交流について議論している。
| 回 | 年月日                       | 主催者                                                    | 開催地                                      | 議題 | 出典          |
| -- | ---------------------------- | --------------------------------------------------------- | ------------------------------------------- | --- | ------------- |
| 1  | 1990年6月26日 - 29日         | 欧州宇宙機関 (ESA)                                        | ドイツ ダルムシュタット                     | Ground Data Systems for Spacecraft Control （宇宙機管制のための地上データシステム）                                                                        | [ 9 ] [ 10 ]  |
| 2  | 1992年11月16日 - 20日        | NASAジェット推進研究所 (JPL)                              | アメリカ合衆国 カリフォルニア州パサデナ     | Ground Data Systems for Space Mission Operations （宇宙ミッション運用のための地上データシステム）                                                          | [ 10 ] [ 11 ] |
| 3  | 1994年11月15日 - 18日        | NASAゴダード宇宙飛行センター (GSFC)                       | アメリカ合衆国 メリーランド州グリーンベルト | Opportunities in Ground Data Systems for High Efficiency Operations of Space Missions （宇宙ミッションの高効率運用のための地上データシステムにおける機会） | [ 10 ]        |
| 4  | 1996年9月16日 - 20日         | ESA欧州宇宙運用センター (ESOC) ドイツ航空宇宙研究所 (DLR) | ドイツ ミュンヘン                           | Space Mission Operations and Ground Data Systems （宇宙ミッションの運用および地上データシステム）                                                          | [ 10 ] [ 12 ] |
| 5  | 1998年6月1日 - 5日           | 宇宙開発事業団 (NASDA)                                    | 日本 東京                                   | New Operations Concepts in the International Space Station Era （国際宇宙ステーション時代の新たな運用概念）                                                | [ 1 ] [ 10 ]  |
| 6  | 2000年6月19日 - 23日         | フランス国立宇宙研究センター (CNES)                       | フランス トゥールーズ                       | Space Operations at the Start of the 3rd Millennium （3千年紀の始まりに際しての宇宙運用）                                                                  | [ 10 ]        |
| 7  | 2002年10月9日 - 12日         | アメリカ航空宇宙局 (NASA)                                 | アメリカ合衆国 テキサス州ヒューストン       | Bringing Space Operations into the 21st Century （21世紀に宇宙運用をよみがえらせる）                                                                       | [ 10 ]        |
| 8  | 2004年5月17日 - 21日         | カナダ宇宙庁 (CSA)                                        | カナダ ケベック州モントリオール             | SpaceOps–A Global Enterprise （SpaceOps―グローバル事業）                                                                                                   | [ 10 ]        |
| 9  | 2006年6月19日 - 23日         | イタリア宇宙機関 (ASI)                                    | イタリア ローマ                             | Earth, Moon, Mars, and Beyond （地球、月、火星、その向こうへ）                                                                                             | [ 10 ]        |
| 10 | 2008年5月12日 - 16日         | 欧州宇宙機関 (ESA) 欧州気象衛星開発機構 (EUMETSAT)        | ドイツ ハイデルベルク                       | Protecting the Earth, Exploring the Universe （地球を守り、宇宙を探る）                                                                                    | [ 10 ]        |
| 11 | 2010年4月25日 - 30日         | NASAマーシャル宇宙飛行センター (MSFC)                     | アメリカ合衆国 アラバマ州ハンツビル         | Delivering on the Dream （夢を実現する） | [ 10 ]        |
| 12 | 2012年6月11日 - 15日         | スウェーデン宇宙公社 (SSC) ドイツ航空宇宙センター (DLR)   | スウェーデン ストックホルム                 | Theme: …for the Benefit of Our World （テーマ：私たちの世界の利益のために...）                                                                             | [ 10 ]        |
| 13 | 2014年5月5日 - 9日           | NASAジェット推進研究所 (JPL)                              | アメリカ合衆国 カリフォルニア州パサデナ     | | [ 10 ]        |
| 14 | 2016年5月16日 - 20日         | 韓国航空宇宙研究院 (KARI)                                 | 韓国 大田広域市                             | Expanding the Space Community （宇宙コミュニティを拡大する）                                                                                               | [ 10 ]        |
| 15 | 2018年5月28日 - 6月1日       | フランス国立宇宙研究センター (CNES)                       | フランス マルセイユ                         | … Inspiring Humankind's Future （人類の未来を感化する...）                                                                                                 | [ 10 ]        |
| 16 | 2020年5月18日 - 22日（予定） | 南アフリカ国立宇宙機関 (SANSA)                            | 南アフリカ共和国 ケープタウン               | Beyond Boundaries to Human endeavours （人間の努力の限界を越えて）                                                                                         | [ 13 ]        |

## 出版物
アメリカ航空宇宙学会 (AIAA) の宇宙運用・支援技術委員会 (SOSTC) と共同で、学術雑誌 Journal of Space Operations & Communicator を発行している。これは、宇宙飛行運用および地上支援を専門とする論文審査のある学術誌である。

## 表彰プログラム
SpaceOpsは表彰プログラムを通じて、宇宙運用分野において顕著な業績を上げた個人およびチームを評価している。次の4つの賞が設けられている。
- International SpaceOps Lifetime Achievement Medal - 宇宙運用・支援の分野で、生涯を通じて功績を上げた個人に贈られる。
- International SpaceOps Exceptional Achievement Medal - 宇宙運用・支援の分野で、非常に優れた実績を残した個人に贈られる。
- International SpaceOps Award for Outstanding Achievement - 類い稀な努力によって宇宙ミッションに貢献し、宇宙運用・支援の試練を乗り越えたチームに贈られる。
- International SpaceOps Distinguished Service Medal - SpaceOpsの組織に対して功労のあった個人に贈られる。

このほか、隔年会議を少なくとも2回以上支援した会員や、組織に多大な貢献をした個人には「SpaceOps感謝賞」 (SpaceOps Appreciation Award) が贈られる。